# Gdynia Point
Gdynia Point är en udde i Antarktis. Den ligger i Sydshetlandsöarna. Argentina, Chile och Storbritannien gör anspråk på området.
Terrängen inåt land är kuperad. Havet är nära Gdynia Point åt nordost.  Trakten är glest befolkad. Närmaste befolkade plats är Commandante Ferraz Station, 12,0 kilometer nordost om Gdynia Point. 